# Annette Frances Braun
Annette Frances Braun (Cincinnati, 28 agosto 1884 – Cincinnati, 27 novembre 1978) è stata un'entomologa statunitense.

## Biografia
Si dedicò prevalentemente allo studio dei microlepidotteri, tanto da diventare un'autorità mondiale in questo settore. Nel 1911 fu la prima donna a ottenere il grado di Ph. D. nell'università di Cincinnati. Oltre a svariate pubblicazioni in ambito entomologico, produsse anche quattro monografie: Evolution of the color pattern in the microlepidopterous genus Lithocolletis (1914); Elachistidae of North America (1948); The genus Bucculatrix in America north of Mexico (1963); Tischeriidae of America north of Mexico (1972), quest'ultima pubblicata ormai all'età di 88 anni.
Fu inoltre un'abile illustratrice, riuscendo a produrre centinaia di tavole di anatomia dei lepidotteri semplicemente con l'ausilio di un vecchio microscopio ottico o di una lente d'ingrandimento.
| Braun è l'abbreviazione standard utilizzata per le specie animali descritte da Annette Frances Braun. Categoria:Taxa classificati da Annette Frances Braun |